# Igrzyska Panamerykańskie 1955
II Igrzyska Panamerykańskie odbyły się w  stolicy Meksyku, Ciudad de México w dniach 12–26 marca 1955 r. W zawodach udział wzięło 2583 sportowców z 21 państw. Sportowcy rywalizowali w 146 konkurencjach w 17 sportach. Najwięcej medali zdobyli reprezentanci USA – 177. 

## Państwa uczestniczące w igrzyskach
| - Argentyna - Antyle Holenderskie - Bahamy - Brazylia - Chile - Dominikana - Ekwador | - Gwatemala - Jamajka - Kanada - Kostaryka - Kuba - Meksyk - Panama | - Paragwaj - Portoryko - Salwador - Stany Zjednoczone - Trynidad i Tobago - Urugwaj - Wenezuela |

## Dyscypliny i rezultaty
| - Baseball (szczegóły) - Boks (szczegóły) - Gimnastyka (szczegóły) - Jeździectwo (szczegóły) - Kolarstwo (szczegóły) - Koszykówka (szczegóły) - Lekkoatletyka (szczegóły) - Pięciobój nowoczesny (szczegóły) - Piłka nożna (szczegóły) - Piłka siatkowa (szczegóły) | - Piłka wodna (szczegóły) - Pływanie (szczegóły) - Pływanie synchroniczne (szczegóły) - Polo (szczegóły) - Podnoszenie ciężarów (szczegóły) - Skoki do wody (szczegóły) - Strzelectwo (szczegóły) - Szermierka (szczegóły) - Tenis ziemny (szczegóły) - Wioślarstwo (szczegóły) - Zapasy (szczegóły) |

## Tabela medalowa
| Miejsce | Kraj                | Złoto | Srebro | Brąz | Razem |
| 1       | Stany Zjednoczone   | 81    | 58     | 38   | 177   |
| 2       | Argentyna           | 27    | 31     | 15   | 73    |
| 3       | Meksyk              | 17    | 11     | 30   | 58    |
| 4       | Chile               | 4     | 7      | 13   | 24    |
| 5       | Kanada              | 4     | 4      | 3    | 11    |
| 6       | Wenezuela           | 2     | 5      | 11   | 18    |
| 7       | Brazylia            | 2     | 3      | 12   | 17    |
| 8       | Kolumbia            | 2     | 3      | 1    | 6     |
| 9       | Kuba                | 1     | 6      | 6    | 13    |
| 10      | Panama              | 1     | 1      | 0    | 2     |
| 11      | Dominikana          | 1     | 0      | 1    | 2     |
| 11      | Gwatemala           | 1     | 0      | 1    | 2     |
| 13      | Urugwaj             | 0     | 6      | 3    | 9     |
| 14      | Portoryko           | 0     | 2      | 2    | 4     |
| 15      | Jamajka             | 0     | 2      | 1    | 3     |
| 16      | Antyle Holenderskie | 0     | 1      | 3    | 4     |
| 17      | Trynidad i Tobago   | 0     | 1      | 1    | 2     |